# Stretto di Boano
Lo stretto di Boano (indonesiano: Selat Boano) è un braccio di mare che separa l'isola di Boano, a nord, dall'isola di Ceram, a sud, in Indonesia. Lo stretto, lungo circa 40 km e largo 10 km, è situato nel mar di Ceram.